# Hedysarum omissum
Hedysarum omissum là một loài thực vật có hoa trong họ Đậu. Loài này được Korotkova ex Kovalevsk. miêu tả khoa học đầu tiên.